# Гок (посёлок)
Гок — посёлок в Песчанокопском районе Ростовской области.
Входит в состав Зареченского сельского поселения.

## География

### Улицы
- ул. Магистральная,
- ул. Степная,
- ул. Центральная.

## История
В 1987 году указом ПВС РСФСР поселку третьего отделения присвоено наименование Гок.

## Население
| 1989 | 2002 | 2010 |
| ---- | ---- | ---- |
| 99   | ↗103 | ↘78  |